# Opius ivondroensis
Opius ivondroensis är en stekelart som beskrevs av Fischer 1968. Opius ivondroensis ingår i släktet Opius och familjen bracksteklar. Inga underarter finns listade i Catalogue of Life.